# Jonquerettes
Jonquerettes är en kommun i departementet Vaucluse i regionen Provence-Alpes-Côte d'Azur i sydöstra Frankrike. Kommunen ligger i kantonen L'Isle-sur-la-Sorgue som tillhör arrondissementet Avignon. År 2022 hade Jonquerettes 1 597 invånare.

## Befolkningsutveckling
Antalet invånare i kommunen Jonquerettes
| Referens: INSEE |